# 725 до н. е.

## Події
- В 725 році до н. е. в Ізраїль вторгується Салманасар V. Салманасар завдає поразки ізраїльській армії та бере в осаду Самарію.[1]
- В Китаї братами Лінтцанами зроблений перший механічний годинник. До цього користувались горящою свічкою або водяною капельницею.[2]
- Піанхі покорив Єгипет приблизно в 725 році до н. е.[3]